# Ga Hố Nai
Ga Hố Nai là một nhà ga xe lửa tại phường Tân Hoà, thành phố Biên Hoà, tỉnh Đồng Nai. Nhà ga là một điểm trên tuyến đường sắt Bắc Nam tiếp nối sau ga Trảng Bom và trước ga Biên Hòa. Lý trình ga: Km 1688 + 40.